# Michael Chang

Michael Chang (Hoboken, New Jersey 22. veljače 1972.) bivši je profesionalni američki tenisač tajvanskog podrijetla. Od 2014. godine trener je Japanca Keija Nishikorija.

## Grand Slam finali

### Pojedinačno: 4 (1–3)
| Ishod   | Godina | Turnir          | Protivnik u finalu | Rezultat                |
| Pobjeda | 1989   | French Open     | Stefan Edberg      | 6–1, 3–6, 4–6, 6–4, 6–2 |
| Poraz   | 1995   | French Open     | Thomas Muster      | 5–7, 2–6, 4–6           |
| Poraz   | 1996   | Australian Open | Boris Becker       | 2–6, 4–6, 6–2, 2–6      |
| Poraz   | 1996   | US Open         | Pete Sampras       | 1–6, 4–6, 6–7(3)        |

## Kraj godine turnirsko finale

### Pojedinačno: 1 (0–1)
| Ishod | Godina | Turnir    | Protivnik u finalu | Rezultat            |
| Poraz | 1995   | Frankfurt | Boris Becker       | 6–7(3), 0–6, 6–7(5) |

## Masters Series finali

### Pojedinačno: 9 (7–2)
| Ishod   | Godina | Turnir           | Protivnik u finalu | Rezultat           |
| Pobjeda | 1990   | Canada (Toronto) | Jay Berger         | 4–6, 6–3, 7–6(2)   |
| Pobjeda | 1992   | Indian Wells     | Andrei Chesnokov   | 6–3, 6–4, 7–5      |
| Pobjeda | 1992   | Key Biscayne     | Alberto Mancini    | 7–5, 7–5           |
| Pobjeda | 1993   | Cincinnati       | Stefan Edberg      | 7–5, 0–6, 6–4      |
| Pobjeda | 1994   | Cincinnati       | Stefan Edberg      | 6–2, 7–5           |
| Poraz   | 1995   | Cincinnati       | Andre Agassi       | 5–7, 2–6           |
| Pobjeda | 1996   | Indian Wells     | Paul Haarhuis      | 7–5, 6–1, 6–1      |
| Poraz   | 1996   | Cincinnati       | Andre Agassi       | 6–7(4), 4–6        |
| Pobjeda | 1997   | Indian Wells     | Bohdan Ulihrach    | 4–6, 6–3, 6–4, 6–3 |